# Bulbultarang

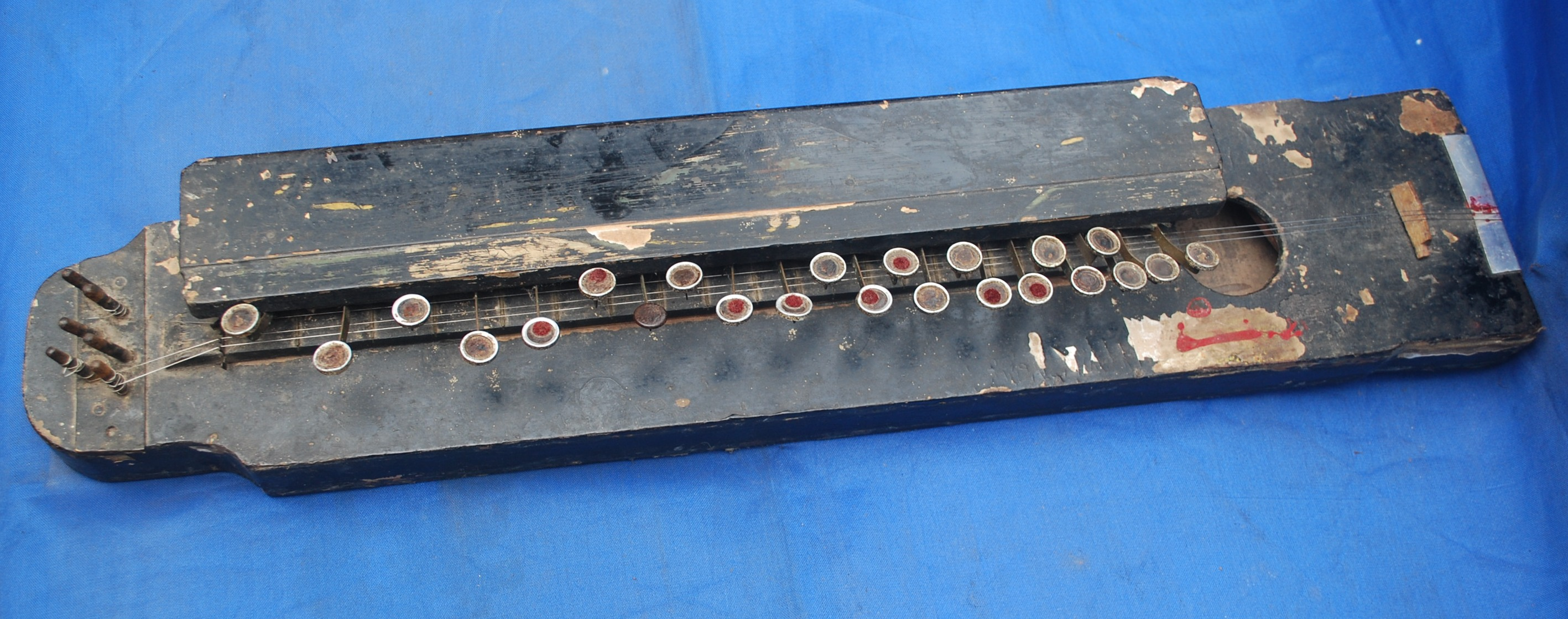
Bulbultarang mit zwei Melodie- und vier Bordunsaiten.

Bulbultarang, auch bulbul tarang (Hindi बुलबुल तरंग, Shahmukhi بلبل ترنگ, „Nachtigall-Wellen“, gemeint „Gesang der Nachtigall“), bulbultara, bulbultala, Indian banjo, benjo, benju, mandolin, ist eine gezupfte Kasten- oder Brettzither in Indien, Pakistan und in der iranischen Provinz Belutschistan, deren Saiten über eine Reihe von Tasten verkürzt werden. Die in den 1920er Jahren in unterschiedlichen Variationen in der Region verbreitete Griffbrettzither mit Tastenmechanik geht auf die in Japan zu Beginn der Taishō-Zeit (1912–1926) eingeführte taishōgoto zurück. Auf den Malediven heißt das Instrument kottafoshi, die indischstämmige Minderheit auf Fidschi nennt es medolin. In Deutschland wurde um 1920 eine ähnliche Tastenzither unter dem Namen Akkordolia patentiert.

## Herkunft und Verbreitung

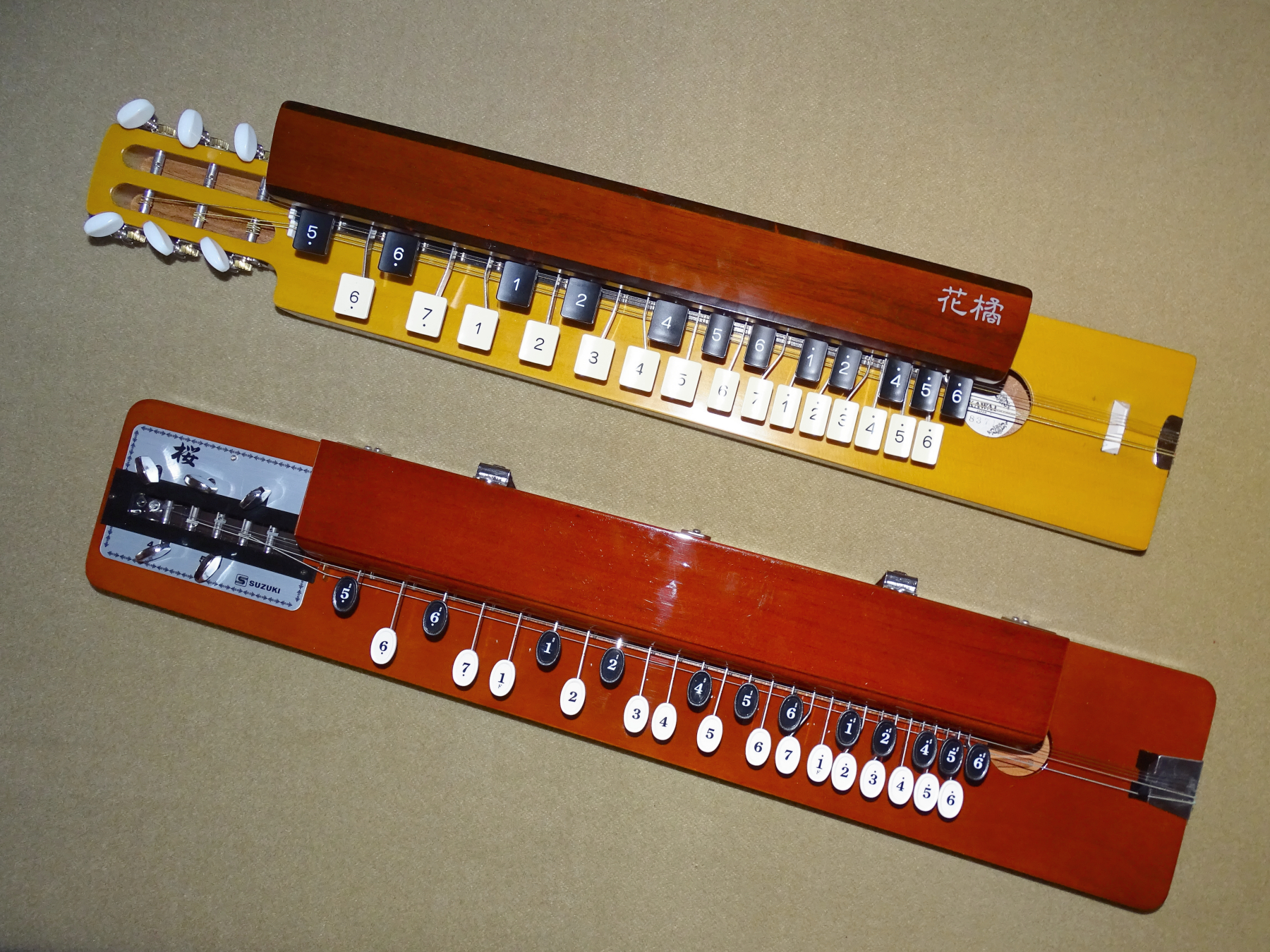
Zwei japanische taishōgoto.

Das japanische Vorbild taishōgoto basiert auf einer alten Tradition langrechteckiger Wölbbrettzithern, die in Ostasien weit verbreitet sind. Namentlich ist die taishōgoto von der japanischen Wölbbrettzither koto abgeleitet, die spätestens zu Beginn der Nara-Zeit, also Anfang des 8. Jahrhunderts, aus China eingeführt wurde. Die dreizehnsaitige koto wurde in der höfischen Musik hauptsächlich zur Gesangsbegleitung gespielt. Unter dem Einfluss westlicher Musik gab es zahlreiche Experimente zur Verbesserung traditioneller japanischer Musikinstrumente, dazu zählt eine koto mit 17 Saiten, die eine jūshichigen genannte Basszither ist. Möglicherweise waren dem Erfinder der taishōgoto die Kreationen des Instrumentenbauers Henry Charles Marx (1875–1947) bekannt, der in den ersten Jahren des 20. Jahrhunderts in den Vereinigten Staaten einige Patente für ungewöhnliche Kastenzithern erwarb. Sein Pianolin (oder Pianoette) ist eine schmale Bordunzither, deren Saiten mit der linken Hand gezupft und zugleich mit einem Bogen in der rechten Hand gestrichen werden können. Unter den Saiten aufgemalte Tasten sollten dem Anfänger die Bogenführung erleichtern. Beim Marxophone, einer breiten Kastenzither, die Marx 1912 patentieren ließ, drückt der Spieler auf federnde Metalllamellen, deren mit Blei beschwerte Enden auf die Saiten prasseln. Zu einer Reihe ähnlicher Zithern mit Tasten oder Knöpfen, die Anfang des 20. Jahrhunderts auf den Markt kamen, gehören die Deweylin harp und die American mandolin harp. Die Saiten werden bei diesen Instrumenten nicht verkürzt und produzieren jeweils nur einen Ton.
Auf der indonesischen Insel Bali kommt vor allem im Regierungsbezirk Tabanan eine nolin genannte Tastenzither mit vier bis sechs Saiten und sieben bis zwölf Tasten vor, die mutmaßlich von chinesischen Einwanderern in den 1930er Jahren mitgebracht wurde. Zunächst diente die nolin den Dorfbewohnern als Soloinstrument zur Unterhaltung, seit 1961 setzten sie mehrere nolin mit Instrumenten des klassischen Ensembletyps gamelan, darunter dem Gongkreis kelenang, den Handzimbeln ceng-ceng und der Fasstrommel kendang in einer gamelan nolin oder gamelan mandolin genannten Besetzung zur Begleitung des Joged-Tanzes ein. Hierfür kann die nolin mit einem Tonabnehmer verstärkt werden.
Die taishōgoto erhielt ihren Namenszusatz nach der Taishō-Zeit (1912–1926), an deren Beginn sie entwickelt wurde. Ihre beiden Melodiesaiten werden mit einer von der Schreibmaschine übernommenen Tastenmechanik verkürzt. Die runden Tasten machen eine chromatische Tonskala von zwei Oktaven spielbar.
Weder die für Ostasien charakteristischen Wölbbrettzithern noch andere langrechteckige Brett- oder Kastenzithern kommen in Indien vor. In der nordindischen klassischen Musik wird das aus dem persischen Kulturraum stammende, trapezförmige Hackbrett santur gespielt. Ferner begleiten klassische Sänger des Khyal-Stils häufig ihren Gesang mit den Borduntönen einer Kastenzither swarmandal. Weiter verbreitet in der indischen Musik sind mit der Sammelbezeichnung vina bekannte Stabzithern. Es wurde also bei der bulbultarang nicht nur die innovative Tastatur, sondern die gesamte Form aus Japan eingeführt.

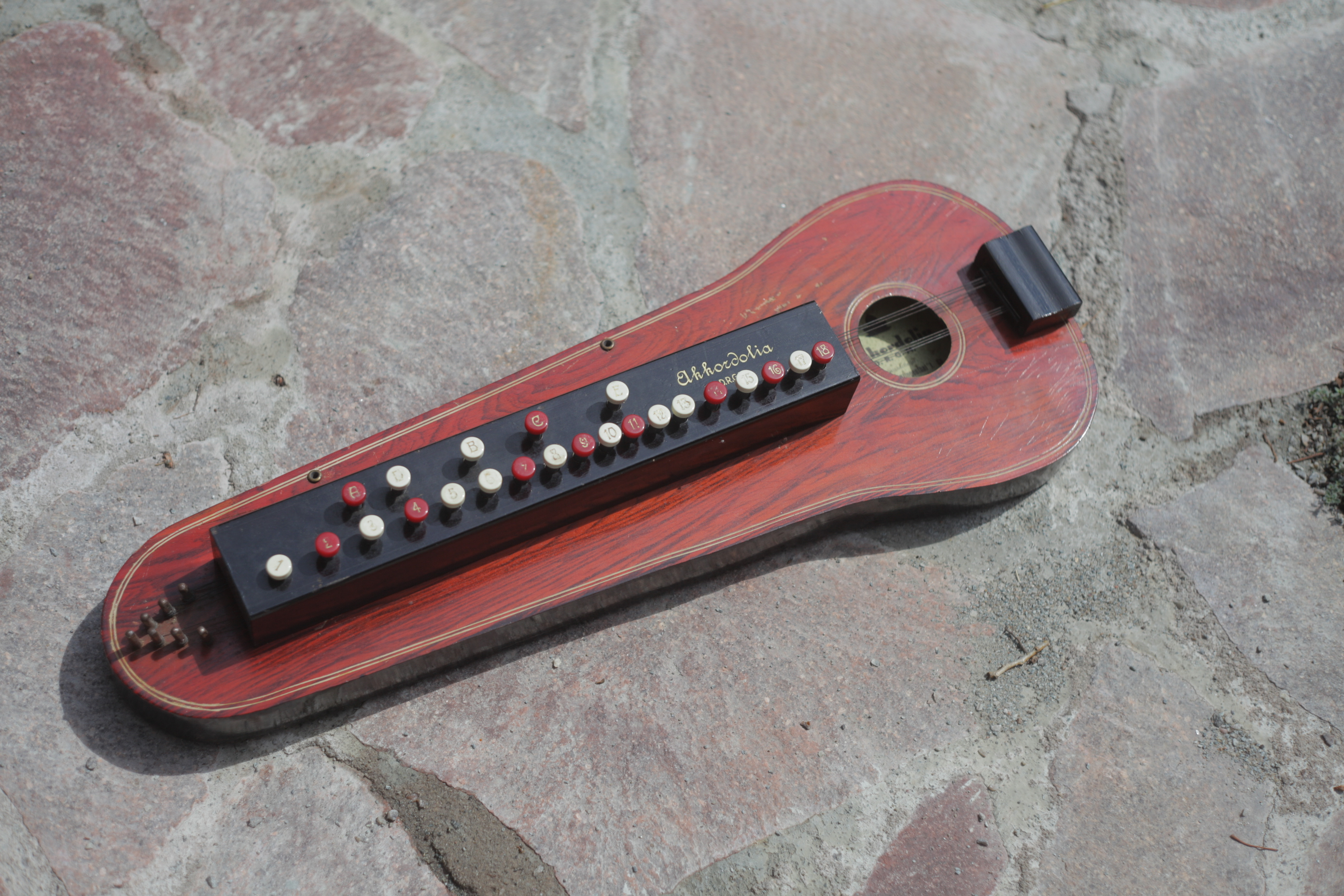
Akkordolia, von Otto Teller, Klingenthal, um 1920 patentiert.

Vermutlich erreichte die bulbultarang in den 1920er Jahren zuerst Mumbai, weil sich ihr Hauptverbreitungsgebiet von Mumbai über die pakistanische Provinz Sindh mit der größten Stadt Karatschi bis in die Region Belutschistan erstreckt. Zuvor waren im 19. Jahrhundert einige in Indien neuentwickelte Saiteninstrumente eingeführt worden, darunter die von der afghanischen Zupflaute rubab abgeleitete sarod und die durch Verschlankung der Streichlaute mayuri vina gebildete esraj. Ende des 19. Jahrhunderts brachten indische Musiker von ihren Aufenthalten in Europa Banjo und Mandoline mit. Der Sarod-Spieler Asadullah Khan, genannt Kaukab Khan (1858–1912), ein Mitglied der Bulandshahr/Lucknow-Sarod-Gharana, gab 1902 in Paris sein erstes Konzert auf einem westlichen Banjo, weil – so wird erzählt – auf der Reise nach Europa seine sarod kaputt gegangen war. Er entfernte die Bünde vom Hals des Instruments, legte eine Metallplatte auf das Griffbrett und spielte es wie eine sarod. Kaukab Khan hatte so viel Erfolg, dass er diese Spielweise auch nach der Rückkehr nach Indien beibehielt und berühmter mit dem Banjo als mit der sarod wurde. Vishnu Digambar Paluskar (1872–1931) war ein nordindischer klassischer Sänger und Musiklehrer, der Konzerte organisierte, bei denen die Schüler seiner von ihm 1901 in Lahore gegründeten Musikschule Mandoline und Banjo spielten. Weitere Programmpunkte konnten Soli von mridangam, Harmonium und Violine sowie Tanzeinlagen und Gesang sein, was Paluskars Konzerte äußerst ungewöhnlich machte.
In diese experimentierfreudige Phase fiel die Einführung der bulbultarang, die 1936 erstmals bei einer Musikkonferenz in Mumbai präsentiert wurde. Beim muslimischen devotionalen Gesangsvortrag Qawwali hat seit dem 19. Jahrhundert das indische Harmonium einen festen Platz. Anstelle von Banjo und Mandoline, die im 19. Jahrhundert in den Qawwali eingeführt wurden, ist heute bei manchen Ensembles die bulbultarang getreten und hat deren Namen übernommen.
Der Name bulbultarang setzt sich aus Hindi bulbul („Nachtigal“, aus dem Persischen und Arabischen) und tarang (wörtlich „Wellen“, hier gemeint „Gesang“, allgemein „Melodie, Melodieinstrument“) zusammen. Analoge Wortbildungen für indische Melodieinstrumente sind unter anderem jaltarang (im Halbkreis aufgestellte, mit Wasser gefüllte Porzellanschüsseln), tabla tarang (Halbkreis von gestimmten Kesseltrommeln) und loh tarang (Gestell mit unterschiedlich großen runden Metallplatten).

## Bauform

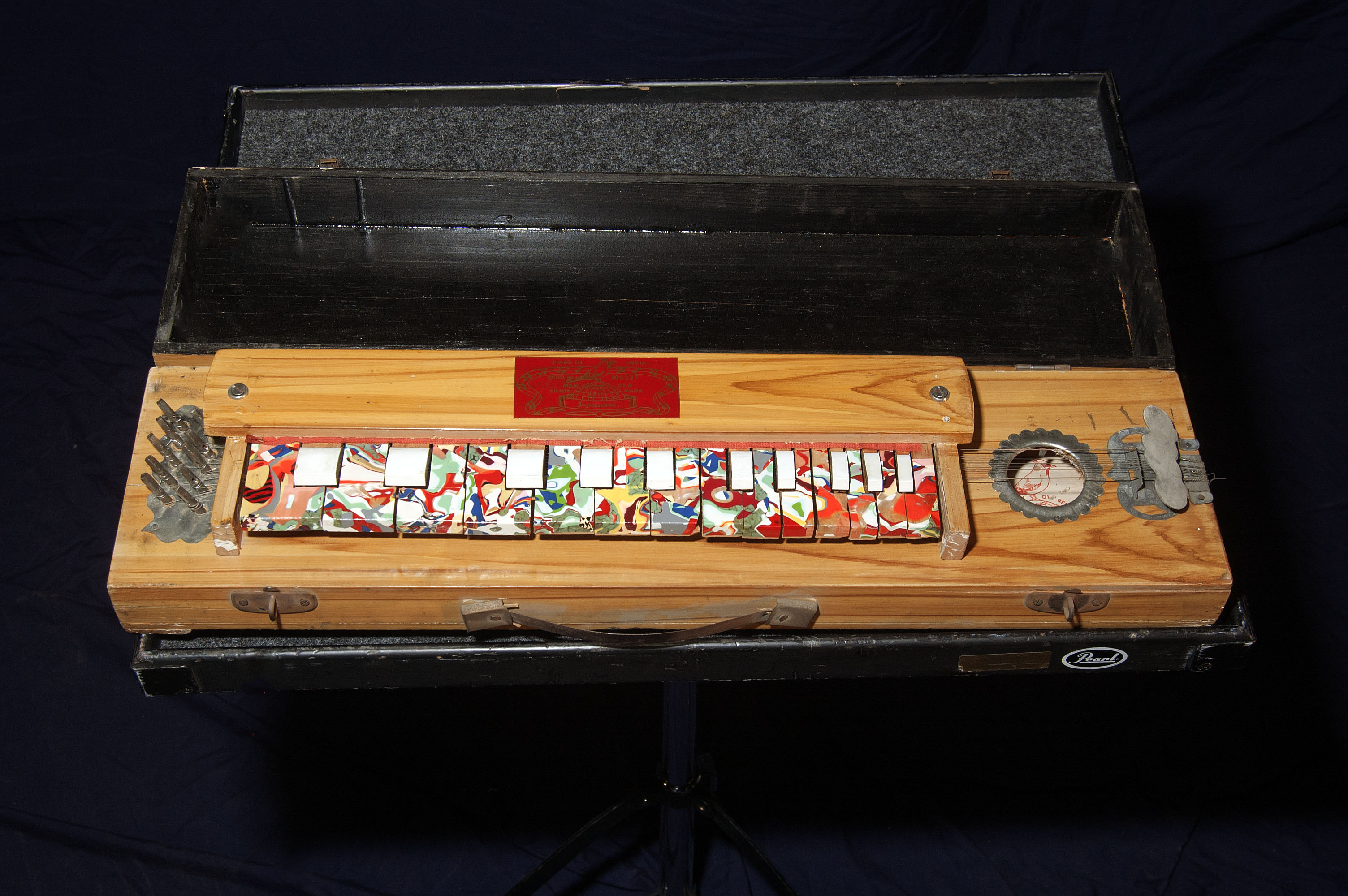
Ungewöhnliche bulbultarang mit einer klavierähnlichen Tastatur.

Die bulbultarang besteht aus einem langrechteckigen Holzbrett oder Kasten, der mit zwei Melodiesaiten und nach dem Prinzip einer Bordunzither mit weiteren Bordunsaiten bespannt ist. Der Spieler reißt die Stahlsaiten mit einem Plektrum in der rechten Hand an, während er mit der linken Hand die Tasten drückt, um waagrechte Metallbügel auf die Saiten zu senken und sie so zu verkürzen. Die Tasten funktionieren wie bei der Drehleier und ähneln denjenigen mechanischer Schreibmaschinen. Sie sind in zwei Reihen über den Melodiesaiten angeordnet und machen eine chromatische Tonfolge über zwei Oktaven spielbar. Die Bordunsaiten verlaufen an einer oder beiden Seiten neben den Melodiesaiten und werden nicht durch die Tastenmechanik verkürzt. Die Melodiesaiten werden üblicherweise unisono oder manchmal im Oktavabstand gestimmt. Für die Bordunsaiten gibt es keine feste Stimmregel. Die Belutschen verwenden eine banjo oder benjo genannte, einen Meter lange Zither, bei der sie die vier symmetrisch zu den beiden Melodiesaiten angeordneten Bordunsaiten auf die Tonika (den Ton der Melodiesaiten) und die Dominante (Quinte) stimmen. Die banjo hat 28 bis 32 Tasten.
Es gibt zahlreiche Varianten der Tastenzither, die sich in Form des Korpus, Saitenanzahl, Tonhöhe und im Klang unterscheiden. Häufig ist das rechte Ende des Korpus etwas verbreitert. In Belutschischtan wurden benjo auf der Basis eines Akustikgitarrenkorpus mit über 30 spielbaren Bordunsaiten entwickelt. Bei vielen bulbultarang sorgt ein elektromagnetischer Tonabnehmer für einen E-Gitarren ähnlichen Klang.
Eine elektrisch verstärkte und verbesserte Version der bulbultarang heißt shahi baaja. Ihre zehn oder mehr Bordunsaiten können zusätzlich, wie bei der swarmandal, leer angerissen werden.

## Spielweise

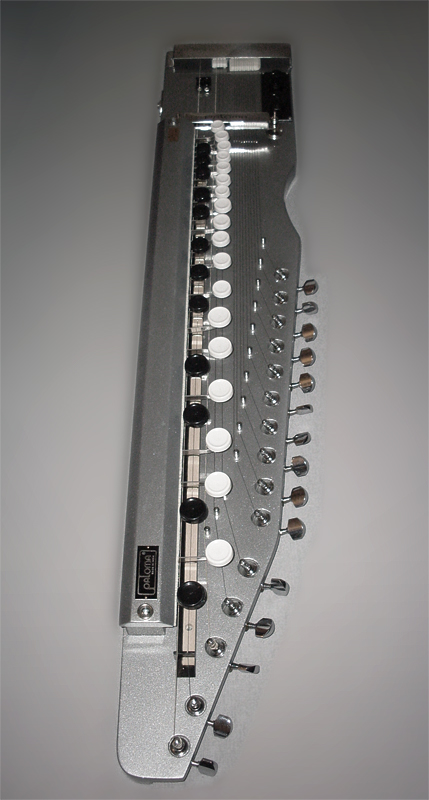
Shahi baaja mit zwei Melodiesaiten, drei Resonanzsaiten und zehn Bordunsaiten.

Bulbultarang gehören in Nordindien und in Pakistan zur populären Unterhaltungsmusik, insbesondere Filmmusik, und zu devotionalen Gesangsstilen von Muslimen, Sikhs, Hindus und Jains. Der pakistanische Musiker Bilawal Belgium machte die leicht zu erlernende und preisgünstige bulbultarang in den 1950er Jahren zu einem klassischen Musikinstrument, mit dem er im Rundfunkorchester von Radio Karachi spielte. Die shahi baaja wird auch für moderne Kompositionen und in der Weltmusik verwendet, beispielsweise begleitete der New Yorker Musiker und Komponist Pete List mit dem Instrument eine Tanzperformance.

### Qawwali
Beim populären Qawwali kann die Tastenzither wie auch in anderen devotionalen Stilen das Harmonium als begleitendes Melodieinstrument ersetzen. Frühe Schallplattenaufnahmen in den 1930er Jahren von populärem Qawwali sollten Muslime aller Glaubensrichtungen ansprechen. Die Lieder mit Texten in einfachem Urdu waren – im Unterschied zum auf Persisch oder in gehobenem Urdu vorgetragenen klassischen Qawwali – weithin verständlich und galten – hierin im Unterschied zu den halbklassischen, von der sarangi begleiteten Liedern der Kurtisanen – als moralisch einwandfrei. Seit dieser Zeit ist die bulbultarang im populären Qawwali beliebt. Die Einführung der bulbultarang in den Qawwali hängt mit der Verbreitung westlicher Instrumente und sonstiger Neuerungen durch die Schallplatten- und Filmindustrie zusammen, die sich in der Hand europäischer Produzenten befand. Es sollten möglichst alle Zuhörergruppen angesprochen werden und die größte musikalische Kategorie unter den Produktionen der Gramophone Company Of India zielte auf die Urdu sprechenden Muslime. Zur „Urdu-islamischen Musik“ gehörte auch Qawwali. Zeitgleich mit der Einführung der bulbultarang traten bei den Qawwali-Aufnahmen eine neue Art von Musikern hervor, die zur städtischen Gemeinschaft der traditionellen Sänger und Tänzer (mirasi) gehörten und keine klassische Gesangsausbildung erhalten hatten. In der Folge spaltete sich ein populärer Qawwali-Stil von dem musikalisch an der nordindischen klassischen Musik orientierten Qawwali ab.

### Belutschistan
Die sechssaitige banjo wird in Belutschistan zusammen mit mehreren, einen vorwärtstreibenden Rhythmus produzierenden Trommeln (tabla und zweifellige Fasstrommeln dholak) zur Begleitung des Qawwali-Gesangs gespielt. Neben dem Qawwali gibt es in Belutschistan die religiöse Musik von hier qalandari genannten Derwischen und andere, auf schwarzafrikanische Einflüsse zurückgehende Ritualmusik, die mit Trommeln, der Fiedel sorud, der gezupften Langhalslaute damburag und der Doppelflöte doneli gespielt wird. Einer der bekanntesten benjo-Spieler Belutschistans war Bilawal Bilijam († 1980).
Berufsmusiker in der Küstenregion Makran pflegen den Musikstil zahirig (auch zahirok), der auf den ebenso genannten Modi basiert, die in der Musik von Belutschistan funktionell den iranischen Maqams und den indischen Ragas entsprechen. Die Melodieinstrumente des Vokal- und Instrumentalstils zahirig sind soruz, doneli und banjo.
Bei Hochzeiten und Beschneidungen singen niedrigkastige professionelle Sängerinnen (soti) zur Unterhaltung kurze Lieder (sot) mit einem festgelegten Refrain über Liebe, Trennung und zum Lobpreis. In einem von Sharuk (auch Sharratun), einer der bekanntesten Sängerinnen der Region Makran, gesungenen Lied werden zur Begleitung neben einer banjo die zweifellige, mit den Händen geschlagene Zylindertrommel dukkur und Fingerzimbeln chinchir gespielt.

### Gujarat
Weiter östlich, im Distrikt Kachchh des indischen Bundesstaates Gujarat, sind die Siddi Nachkommen schwarzafrikanischer Sklaven und Händler, die Trommeln afrikanischen Ursprungs und ein sich in Form und Spielweise von der shehnai unterscheidendes Doppelrohrblattinstrument namens surna spielen. Eine andere ethnische Gruppe bilden die Langa, die eine kleine Variante der shehnai verwenden. Die früher im Distrikt Kachchh vorhandenen Streichinstrumente sarangi, sarinda, chikara (Stachelgeige) und ravanahattha (Langhals-Spießlaute) sind verschwunden. An ihre Stelle ist die bulbultarang getreten.
Ein in Gujarat vorkommendes Ensemble, das Sänger etwa von Amateur-Straßentheatern begleitet, besteht im einfachsten Fall aus einer tabla und einer bulbultarang, die kurze melodische Einheiten zwischen die kontinuierliche Gesangsstimme einstreut.

### Punjab
Im Punjab sind Dhadis dem Sikhismus angehörende Balladensänger, die Taten von Helden und Märtyrern des Glaubens besingen. Die heute bekannte Liedgattung der Dhadis geht auf den sechsten Guru der Sikhs, Har Gobind (1595–1644), zurück. Um den Kampfesmut seiner Armee zu befeuern, ließ er Sänger an seinem Hof Heldenlieder vortragen. Die Namen einiger damals berühmter Dhadis sind überliefert. Neben der religiösen Dhadi-Tradition gibt es Volkslieder des Dhadi-Genres, die von den Taten und Liebesgeschichten mythischer Helden handeln. Eine religiöse Dhadi-Gruppe besteht üblicherweise aus vier Mitgliedern, die vor ihrem Publikum stehen. Neben den drei Sängern, von denen einer oder zwei die kleine Sanduhrtrommel dhadd schlagen und einer die Streichlaute sarangi spielt, kommt einem Erzähler, der die Herkunft und Bedeutung des Liedes erklärt, eine wesentliche Funktion zu. Im Unterschied zu den Dhadis sitzen die Musiker und Sänger der devotionalen Liedgattung kirtan, die von Sikhs, Hindus und Muslimen gepflegt wird, stets auf dem Boden und begleiten sich meist auf einem Harmonium. Beide religiösen Musikstile unterscheiden sich auch inhaltlich: Dhad soll anregen und aufrütteln, während kirtan eine Atmosphäre von Frieden und Harmonie anstrebt. Dhadi-Gruppen treten bei religiösen Festen auf und reisen zu Stadtfesten, Märkten und anderen öffentlichen Veranstaltungen. Die ungewöhnliche Besetzung eines Dhadi-Ensembles verwendet zur Liedbegleitung Harmonium, bulbultarang, Mandoline, Flöte und tabla.
Andere Ensembles der religiösen und weltlichen Volksmusik im Punjab verwenden unter anderem Harmonium, bulbultarang, die Doppelflöte alghoza, die Fasstrommel dhol, die Rahmentrommel daf, den Tontopf gharra (in Südindien ghatam) und das Gabelbecken chimta. Typisch sind auch Ensembles mit Harmonium, tabla und Handzimbeln (manjira oder jhanj) ergänzt um bulbultarang, Holzklappern (kartal) und Querflöte (bansuri).

### Jains
Zum religiösen Kult der Jains innerhalb und außerhalb der Tempel gehört stets ein hymnischer Chorgesang. Jain-Musik ist den religiösen Werten entsprechend zurückhaltend, ruhig und konzentriert. Dennoch gibt es wenige klare Unterscheidungsmerkmale für eine eigenständige Jain-Musik, die sich überwiegend an den sonstigen regionalen Traditionen und an den klassischen Ragas orientiert. Zur traditionellen religiösen Praxis gehört ein Sitztanz, bei dem sich die Sänger in zwei Reihen gegenübersitzen und den Rhythmus mit kurzen Stöckchen (dandiya) markieren.
Während Frauentänze und Händeklatschen früher untersagt waren, ist beides heute in den Tempeln möglich. Die religiösen Gesänge werden a cappella vorgetragen oder von Fasstrommeln (dholak), Rahmentrommeln (daf), Glöckchen und Handzimbeln begleitet. Zu den jüngsten Neuerungen gehören bei großen Festveranstaltungen mikrofonverstärkte Gesangschöre, die von Harmonium, bulbultarang mit Tonabnehmer, Synthesizer und tabla begleitet werden.

### Beni Israel
Beni Israel („Söhne Israels“) sind indische Juden, die in Mumbai und darüber hinaus in der Küstenregion Konkan von Maharashtra und Gujarat eine eigene ethnische Kultur ausgebildet haben. Seit die meisten in den Jahren nach der indischen Unabhängigkeit 1948 nach Israel auswanderten, ist ihre Zahl in Indien auf wenige 1000 zurückgegangen. Heute leben die Beni Israel mehrheitlich als Gemeinschaften in einigen Siedlungen in Israel beieinander, weshalb sie vieles von ihrer eigenständigen Kultur bewahrt haben. Als äußerlich sichtbares Zeichen ihrer Herkunft tragen die Frauen in Israel zumindest an Feiertagen einen indischen Sari.
Die Beni Israel pflegen auf Hebräisch vorgetragene zeremonielle Gesänge mit einem Repertoire für Hochzeiten, Beschneidungen und sonstigen Übergangsfeiern. Hinzu kommt eine auf Marathi gesungene säkulare Vokalmusik und eine Instrumentalmusik, zu der hauptsächlich das indische Harmonium und die bulbultarang gehören. Eine der bekanntesten bulbultarang-Spielerinnen in Israel war die im Jemen geborene Sängerin Ahura Ozeri (1948–2016). Sie erlernte die bulbultarang, die zu einem Markenzeichen ihrer Musik wurde, in den 1960er Jahren von einem indischen Musiker.